# Моубрей, Джон, 2-й барон Моубрей
Джон (I) де Моубрей (англ. John de Mowbray; 4 сентября 1286 — 23 марта 1322) — 2-й барон Моубрей с 1297 года), сын Роджера (III) де Моубрея, 1-го барона Моубрея, и Рохезы де Клер. В его владении находились родовые поместья Моубреев в Северном Йоркшире и Северном Линкольншире с центром в замке Эксхольм. Также Джон благодаря браку унаследовал ряд владений Браозов в Суссексе, а также Гоуэра в Уэльсе. Кроме того, он смог унаследовать богатые владения Бошанов в Бедфордшире (включая Бедфордский замок), Бакингемшире, Кембриджшире, и Кенте.
Основные земельные интересы Джона лежали прежде всего в Северной Англии, благодаря чему он принимал участие в различных военных конфликтах с Шотландией. Во время правления Эдуарда II он первоначально сохранял верность королю, но затем у него возник конфликт с королевским фаворитом Хью Диспенсером Младшим, стремившимся захватить Гоуэр. Поскольку король стал на сторону фаворита, в начале 1320-х годов Моубрей оказался в составе баронской оппозиции, которую возглавлял кузен короля, Томас, граф Ланкастер. В 1321 году он принял участие в восстании против короля и его фаворитов. Когда в 1322 году мятежники были разбиты в битве при Боробридже, Джон попал в плен и был казнён, его владения были конфискованы, а жена и сын были помещены в заключение. Только после свержения Эдуарда II в 1327 году владения Моубреев были возвращены наследнику, Джону (II).

## Молодые годы
Джон был старшим сыном Роджера (III) де Моубрея, 1-го барона Моубрея, и Рохезы де Клер. По отцовской линии он происходил из знатного англо-нормандского рода Моубреев, а по линии матери — из рода Клеров, отцом его матери был Ричард де Клер, граф Глостер и Хартфорд. Возможно, что младшим братом Джона был Роджер де Моубрей, который в 1312 году получил папское разрешение на помолвку с Маргарет Эбернети. О родителях Роджера ничего не известно, но по возрасту он мог быть сыном Роджера III.
Джон родился 4 сентября 1286 года. В 1297 году умер его отец. Поскольку Джон в это время был ещё мал, его опекуном был назначен Уильям де Браоз, 2-й барон Браоз. Уже в следующем, 1298 году опекун женил Джона на своей старшей дочери Алине. Она была основной наследницей владений отца — Брамбера и ряда других маноров в Суссексе, а также Гоуэра в Уэльсе. Чтобы осуществить этот брак, Уильям де Браоз согласился заплатить 500 марок.
Наследство Джона включало богатые владения Моубреев в Северном Йоркшире и Северном Линкольншире. В их состав входили маноры Тирск, Киркби-Мальзирд, Бёртон-ин-Лосдейл, Ховингэм, Мелтон-Моубрей, Эпуорт, а также остров Эксхольм. Основным местопребыванием был замок Эксхольм (Северный Линкольншир).
22 мая 1306 года в Уинчестере Джона вместе с 300 другими представителями знатных родов посвятил в рыцари будущий король Эдуард II. А 1 июня Моубрей несмотря на то, в это время он ещё был несовершеннолетним, принёс королю Эдуарду I оммаж за свои владения.

## На службе у короля Эдуарда II
26 августа 1307 года новый король Эдуард II созвал своё первое заседание парламента в Нортгемптоне, на него впервые в качестве барона Моубрея был призван и Джон. В дальнейшем он регулярно вызывался на заседания парламента вплоть до июля 1321 года. 25 февраля 1308 года Моубрей присутствовал на коронации Эдуарда II.
В 1311 году умер Роджер Лестрендж, второй муж Маргарет Бошан, бабушки Джона по линии отца. Маргарет была старшей дочерью и наследницей Уильяма (II) де Бошана, барона Бедфорда; в итоге Джон унаследовал богатые владения Бошанов в Бедфордшире (включая Бедфордский замок), Бакингемшире, Кембриджшире, и Кенте. Это было самое крупное наращивание земельных владений Моубреев, начиная с момента первоначального пожалования земель Найджелу д’Обиньи. Возможно, что ещё при заключении брака Джона Уильям де Браоз, его тесть, подал прошение королю, чтобы он разрешил Моубрею отдать ему в лен владения, которыми Роджер Лестрендж управлял по праву вдовца.
Несмотря на приобретение владений в Южной Англии и Уэльсе, основные интересы Джона лежали прежде всего в Северной Англии. Джон достаточно рано стал выполнять обязанности северного барона во время конфликтов с Шотландией. Уже в 1301 году он сопровождал принца Уэльского Эдуарда (будущего короля Эдуарда II) в Карлайл. В 1306 году он сопровождал старого короля Эдуарда I во время его последнего шотландского похода. В августе 1308 года и в последующие годы Моубрей был постоянно вовлечён в военные действия против Шотландии. 10 июля 1312 года он был назначен хранителем графства и города Йорк, 30 июля ему было выделено пособие в 500 марок на разные расходы. В 1314, 1315 и 1316 годах он вновь получал то же назначение. 2 августа 1313 года Моубрей был назначен хранителем марки в Карлайле, такое же назначение он получил 9 января 1315 года, что послужило обоснованием для его отсутствия на заседании парламента. 26 декабря 1314 года Моубрей получил приглашение посетить совет в Йоркской церкви вместе с архиепископом Йоркским и епископом Дарема, которое должно было состояться 3 января. На нём должны были обсуждаться меры по противодействию шотландцам после отказа последних соблюдать перемирие. В том же 1315 году Моубрей получил 50 марок от архиепископа в качестве компенсации расходов на военные действия. 23 марта Джон был назначен капитаном и хранителем Ньюкасла и графства Нортумберленд с приказом оставаться на севере в августе для военной кампании.
В 1313—1316 году Моубрей также был занят в работе судебных комиссий для разбора уголовных дел, хотя сообщается о его отсутствии на одном из заседаний, поскольку он был в это время занят в другом месте. В августе и сентябре 1316 года, а также в декабре 1318 года его назначали комиссионером в войско в Западном райдинге Йоркшира. 18 сентября 1317 года Моубрей был назначен хранителем города Скарборо, несколько дней спустя ему передали под управление ещё и замок. Эту должность он занимал до января 1319 года. В сентябре 1317 года Моубрея назначили ещё и хранителем замка и поместья Молтон, хотя для этого понадобилась специальная королевская комиссия, которая уполномочила шерифа Йоркшира восстановить замок с вооружённым отрядом, прежде чем Джон смог им овладеть. 6 февраля 1319 года Моубрея уполномочили принимать любых шотландцев, которые захотят сдаваться, а 15 мая в связи со его занятостью ему была отсрочена выплата долгов короне.
О личной жизни Моубрея в этот период известно мало. Хотя в 1316 году он пожаловался на то, что аббат Фаунтинского аббатства во время охоты вторгался в его владения Ниддердейле, Джон подтвердил права обители на все земли, включая Ниддердейл, которые его предки передали аббатству. Он продолжал отстаивать интересы своего рода в Байлендском аббатстве, подтвердив все ранее сделанные пожалования актом от 1321 года. 24 мая 1319 года он сделал дарение часовне Кирби Белларса (Лестершир). Вероятно, благодаря этому, а также постройке нового дома в Мелтон-Моубрей Джон укрепил связи своей семьи с Лестерширом. В Мелтоне он обладал значительными правами и привилегиями, включая наложение штрафов за различные проступки и контроль за еженедельным рынком и двумя ежегодными ярмарками. Большая перестройка, сделанная в церкви Мелтона, может быть датирована первым десятилетием XIV века и, вероятно, также была сделана по распоряжению Моубрея. Уильям Дагдейл также приводит сведения, что Моубрей восстановил большую часть церкви Шастока в Уорикшире, при этом коленопреклонённая статуя перед Святым Кутбертом в одном из северных витражей, возможно, изображает Джона.

## Восстание против короля и казнь
Точно неизвестно, насколько Моубрей до 1320 года был лоялен к королю. В первые годы правления Эдуарда II Моубрей, судя по всему, сохранял ему верность. Возможно, что это было связано с конфликтом с Генри де Перси, 1-м бароном Перси, спорившим с Моубреем за опеку над лесом Галтрес около Йорка. 31 июля 1312 года Моубрею, который был хранителем графства Йорк, было приказано арестовать Перси за то, что тот не препятствовал убийству королевского фаворита Пирса Гавестона, а 15 августа ему были даны полномочия захватить город в случае восстания.
Неизвестно, участвовал ли Моубрей в битве при Бэннокберне, но 10 сентября 1316 года он был освобождён королём от военной службы за 150 марок в год. В апреле 1317 года Моубрей был среди тех, кого папа римский побуждал поддержать короля против Томаса Ланкастера, лидера баронской оппозиции. 30 ноября 1317 года Моубрей был официально назначен Эдуардом II быть хранителем Эксхольма — своего главного манора, который он должен был держать от имени короля. В 1319 году Моубрей в составе свиты графа Пембрука участвовал в военной кампании против Шотландии.
Однако вскоре его интересам стал угрожать королевский фаворит Хью ле Диспенсер Младший. Ещё в 1316 году Моубрей получил королевское разрешение передать своему тестю, Уильяму де Браозу, в пожизненное управление поместья Хаунес, Стотфолд и Уиллингтон в Бедфордшире, доставшимися ему в качестве наследства Бошанов. В том же году Браоз предоставил Джону права на свои сассекские земли, однако специально оговорил, что данное разрешение не касается Гоуэра в Валлийской марке, который он, вероятно, желал продать. Хотя в июне 1322 года королевская комиссия заявила, что Браоз никогда не передавал Гоуэр Моубрею, однако, возможно, что эта передача Джону и его жене всё же была осуществлена, хотя не установлено, когда именно. Сам манор они впоследствии должны были передать Хамфри де Богуну, 4-му графу Херефорду, который был потомком Уильяма де Браоза, барона Брекона и Абергавенни.
Однако Диспенсер, желая расширить свои владения, был нацелен захватить Гоуэр и соседний Гламорган. Поскольку Моубрей вступил в управление Гоуэром, не получив на это формальное разрешение короля, королевский фаворит настоял на том, что данное феодальное владение должно быть возвращено короне. Это побудило Эдуарда II начать против Моубрея судебное разбирательство. Граф Херефорд и другие крупные лорды Валлийской марки встали на сторону Моубрея, заявившего, что разрешение короля никогда не требовалось для вступления в права наследования в марках. В ответ Диспенсер, который не желал считаться с законами и обычаями марки, стал намекать на то, что его противники виновны в измене. На заседании парламента в октябре 1320 года ситуация была напряжённой, а в первые месяцы 1321 года переросла в открытые беспорядки в марках. Недовольные своеволием королевского фаворита, присвоившего себе королевские прерогативы, лорды марки, включая Моубрея, ушли в свои владения в марке. 30 января король выпустил предписание двадцати девяти лордам, включая Моубрея, в котором запрещал им собраться вместе в политических целях. Однако это не помогло. Граф Херефорд, Мортимеры и граф Ланкастер опустошили владения Диспенсера в Гламоргане. В июле Ланкастер, заявивший, что в королевском суде нельзя дождаться правосудия, созвал в Понтефрактском аббатстве парламент северных баронов, осудивший Диспенсеров. В результате гражданская война распространилась из Уэльса в Англию. Вскоре восставшие бароны заняли Лондон, в результате король был вынужден капитулировать. 19 августа в присутствии Эдуарда II парламент приговорил Диспенсеров к высылке из Англии. 20 августа восставшие, в числе которых был и Моубрей, получили амнистию.

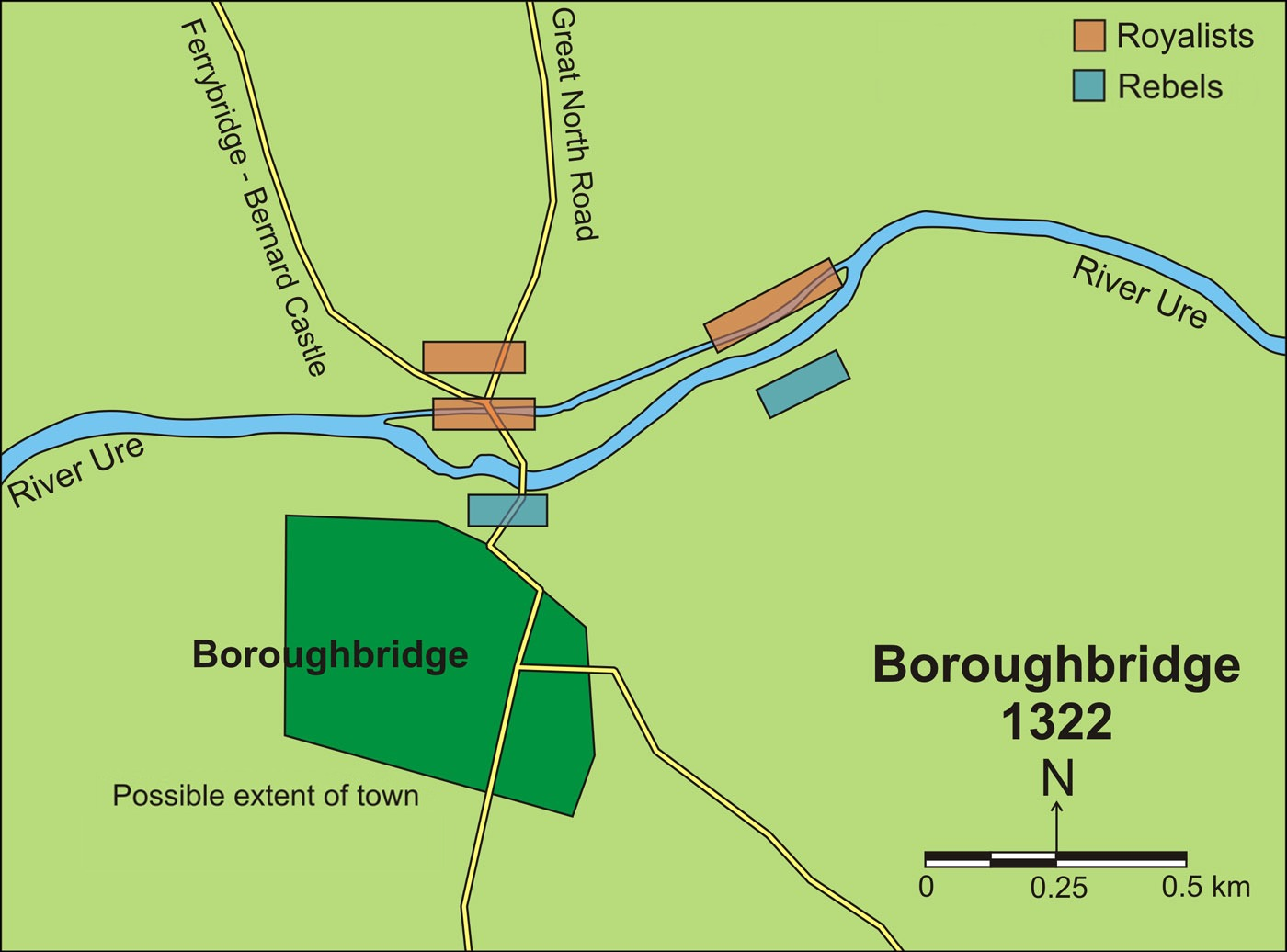
Схема битвы при Боробридже

Однако уже осенью король, который смог перетянуть на свою сторону ряд баронов, возобновил войну. 12 ноября он запретил Моубрею и другим баронам собираться в Донкастере. В январе 1322 года Эдуард II вторгся в Валлийские марки, где заставил капитулировать Мортимеров. Ланкастер и северные бароны в это время медлили, осаждая Тикхил. А затем Ланкастер совершил ставшую фатальной ошибку, согласившись признать королём Шотландии Роберта Брюса в обмен на помощь его армии, что привело к отпадению от него многих северных баронов и сыграло на руку Эдуарду II. В итоге Ланкастер, который не помог Мортимерам, в итоге попавших в плен к королю, остался практически без союзников.
Моубрей, как и некоторые другие бароны, остался верным Ланкастеру. Он принимал участие в осаде Тикхила, его люди разоряли окрестности. Затем Джон в составе армии Ланкастера двинулся на юг. 16 марта армия Ланкастера попыталась перейти реку Ур, но был около Боробриджа перехвачен сэром Эндрю Харлаем, наместником Западных марок. В завязавшейся битве граф Херефорд был убит, а Ланкастер, Моубрей и барон де Клиффорд были взяты в плен. Они были отвезены в замок Понтефракт, где в присутствии короля все были приговорены к смерти. Ланкастера обезглавили тотчас же, а Моубрей и Клиффорд были доставлены в Йорк, где их 13 марта повесили. Тело Джона в течение трёх лет демонстрировалось в Йорке, подвешенное на цепях, затем было захоронено в доминиканском мужском монастыре Йорка.

## Наследство
Во время своей жизни Джона его состояние значительно увеличилось благодаря тому, что он унаследовал крупные земельные владения. Однако затем он допустил крупный политический просчёт, который стоил ему жизни. Поскольку Моубрей был обвинён в измене, его личные владения и титулы были конфискованы. Малолетнего сына, Джона (II) (в момент казни отца ему было 11 лет), а также его вдову, Алину де Браоз, отправили в заключение. Чтобы получить свободу, Алина была вынуждена согласиться на передачу Гоуэра Диспенсеру, а также отказаться от прав на Суссекские владения в пользу Диспенсера Старшего. Дисперсер Младший вернул Бедфордские маноры Уильяму де Браозу, но только на время его жизни. Позже Алина вторично вышла замуж — за Ричарда де Пешейла. Она умерла в 1331 году.
Джон II пробыл в заключении до 1327 года. Когда Эдуард II был свергнут, его наследник, Эдуард III, отменил приговор, после чего Джон II получил свободу и ему был возвращён титул и часть владений.

## Брак и дети
Жена: с 1298 года (Суонси) Алина де Браоз (ок. 1290 — до 21 августа 1331), наследница Гоуэра и Брамбера, дочь Уильяма де Браоза, 2-го барона Браоза, и Элизабет де Сюлли. Дети:
- Джон (II) де Моубрей (29 ноября 1310 — 4 октября 1361), 3-й барон Моубрей с 1327 года[1].

После казни мужа она вторично вышла замуж за Ричарда де Пешейла.